# Sunete
Sunete – pierwszy album rumuńskiego zespołu muzyki pop Activ, wydany 14 kwietnia 1999 roku.

## Lista utworów
1. Sunete
2. În noapte
3. Lumini albastre
4. Ecou
5. Dansăm împreună
6. Ritmu e în noi
7. Sunete (club mix)
8. Cântă cu mine